# 有理曲面
在代數幾何裡，有理曲面（rational surface）是指一個雙有理等價於投影平面的曲面；換句話說，即為一個二維有理簇。有理曲面是複曲面的十餘種恩里克斯-小平分類中最簡單的一類，且是第一個被研究的曲面。

## 結構
每個非奇異曲面均可透過重復拉開最小有理曲面而取得。最小有理曲面可為投影平面，或希策布魯赫平面 Σr，其中 r = 0 或 r ≥ 2。
不變量：有理曲面的正則虧格均為0，其基本群均是平凡的。
霍奇鑽石：
|   |   | 1   |   |   |
|   | 0 |     | 0 |   |
| 0 |   | 1+n |   | 0 |
|   | 0 |     | 0 |   |
|   |   | 1   |   |   |

其中，n 等於 0 時為投影平面，等於 1 時為希策布魯赫曲面，大於 1 時則為其他有理曲面。
除了希策布魯赫曲面 Σ2m 為偶么模格 II1,1 之外，皮卡群均為奇么模格 I1,n。

## 卡斯特爾諾沃定理
吉多·卡斯特爾諾沃證明，任一複曲面，若使得 q 及 P2（不規則點及第二正則虧格）均消失，則該曲面為有理曲面。該定理被用於恩里克斯-小平分類中，以識別有理曲面。扎里斯基於1958年證明，卡斯特爾諾沃定理在特徵為正的體上亦成立。
卡斯特爾諾沃定理也意指任一單有理複曲面都是有理曲面，因為若一複曲面為單有理曲面，則其不規則點與正則虧格會小於有理曲面的不規則點與正則虧格，因此均為 0，所以該曲面為有理曲面。大多數三維以上的單有理複簇都不是有理曲面。在特徵 p > 0 時，扎里斯基於1958年發現，不是有理曲面，但為單有理曲面（扎里斯基曲面）之例子。
曾有一段時間不知道 q 及 P1 均消失的複曲面是否均為有理曲面，直到費德瑞格·恩里克斯找到一個反例（稱為恩里克斯曲面）為止。

## 有理曲面的例子
- 博爾迪加曲面：投影平面於 P4 之6次嵌入。
- 沙德烈曲面
- 科布爾曲面
- 立方曲面：非奇異立方曲面同構於6個點拉開的投影平面，且為法諾曲面。有名的例子包括費馬立方、凱萊立方曲面及克萊布希對角曲面。
- 法諾曲面
- Enneper曲面
- 希策布魯赫曲面 Σn
- 兩個投影線的積 P1×P1 為希策布魯赫曲面 Σ0。該曲面是唯一具有兩種不同直紋之曲面。
- 投影平面
- 塞格雷曲面：兩個二次曲面的相交，同構於5個點拉開的投影平面。
- 羅馬曲面：在 P4 內，具奇異點，且雙有理等價於投影平面之曲面。
- White surfaces, a generalization of Bordiga surfaces.
- 白曲面，博爾迪加曲面的廣義化。
- 維羅納曲面：投影平面於 P5 之嵌入。

## 另見
- 代數曲面列表